# Giro dell'Emilia 2015
Il Giro dell'Emilia 2015, novantottesima edizione della corsa, valevole come evento dell'UCI Europe Tour 2015 categoria 1.HC, si svolse il 10 ottobre 2015 su un percorso di 200 km. La vittoria fu appannaggio del belga Jan Bakelants, che completò il percorso in 5h08'17" precedendo l'italiano Andrea Fedi e lo spagnolo Ángel Madrazo.
Sul traguardo di San Luca 35 ciclisti portarono a termine la competizione.

## Squadre e corridori partecipanti
| N.    | Cod. | Squadra                      |
| ----- | ---- | ---------------------------- |
| 1-8   | CCC  | CCC Sprandi Polkowice        |
| 11-18 | LAM  | Lampre-Merida                |
| 21-28 | ALM  | AG2R La Mondiale             |
| 33-38 | TSV  | Topsport Vlaanderen-Baloise  |
| 41-47 | BSE  | Bretagne-Séché Environnement |
| 51-58 | CJR  | Caja Rural-Seguros RGA       |
| 61-68 | ROP  | Roompot Oranje Peloton       |
| 71-78 | AND  | Androni Giocattoli-Sidermec  |
| 81-88 | BAR  | Bardiani-CSF                 |
| 91-98 | RVL  | RusVelo                      |

| N.      | Cod. | Squadra                    |
| ------- | ---- | -------------------------- |
| 101-108 | STH  | Southeast Pro Cycling Team |
| 111-118 | NIP  | Nippo-Vini Fantini         |
| 121-128 | COL  | Colombia                   |
| 131-137 | MTN  | MTN-Qhubeka                |
| 141-148 | AZT  | D'Amico-Bottecchia         |
| 151-157 | VHS  | MG.Kvis Vega               |
| 161-168 | UNI  | Unieuro-Wilier             |
| 171-177 | IDE  | Team Idea 2010 ASD         |
| 181-188 | GMC  | GM Cycling Team            |

## Ordine d'arrivo (Top 10)
| Pos. | Corridore         | Squadra            | Tempo    |
| ---- | ----------------- | ------------------ | -------- |
| 1    | Jan Bakelants     | AG2R La Mondiale   | 5h08'17" |
| 2    | Andrea Fedi       | Southeast          | a 2"     |
| 3    | Ángel Madrazo     | Caja Rural         | a 3"     |
| 4    | Damiano Cunego    | Nippo              | a 12"    |
| 5    | Eduard Prades     | Caja Rural         | a 20"    |
| 6    | Jan Polanc        | Lampre-Merida      | s.t.     |
| 7    | Franco Pellizotti | Androni Giocattoli | a 33"    |
| 8    | Mauro Finetto     | Southeast          | a 38"    |
| 9    | Edoardo Zardini   | Bardiani-CSF       | a 48"    |
| 10   | Merhawi Kudus     | MTN-Qhubeka        | a 1'00"  |